# Entomacrodus
Entomacrodus is een geslacht van straalvinnige vissen uit de familie van naakte slijmvissen (Blenniidae). Het geslacht werd voor het eerst wetenschappelijk beschreven in 1859 door de Amerikaanse ichtytoloog Theodore Nicholas Gill.

## Soorten
- Entomacrodus cadenati Springer, 1967
- Entomacrodus caudofasciatus (Regan, 1909)
- Entomacrodus chapmani Springer, 1967
- Entomacrodus chiostictus (Jordan & Gilbert, 1882)
- Entomacrodus corneliae (Fowler, 1932)
- Entomacrodus cymatobiotus Schultz & Chapman, 1960
- Entomacrodus decussatus (Bleeker, 1858)
- Entomacrodus epalzeocheilos (Bleeker, 1859)
- Entomacrodus lemuria Springer & Fricke, 2000
- Entomacrodus lighti (Herre, 1938)
- Entomacrodus longicirrus Springer, 1967
- Entomacrodus macrospilus Springer, 1967
- Entomacrodus marmoratus (Bennett, 1828)
- Entomacrodus nigricans Gill, 1859
- Entomacrodus niuafoouensis (Fowler, 1932)
- Entomacrodus randalli Springer, 1967
- Entomacrodus rofeni Springer, 1967
- Entomacrodus sealei Bryan & Herre, 1903
- Entomacrodus solus Williams & Bogorodsky, 2010
- Entomacrodus stellifer (Jordan & Snyder, 1902)
- Entomacrodus strasburgi Springer, 1967
- Entomacrodus striatus (Valenciennes, 1836)
- Entomacrodus textilis (Valenciennes, 1836)
- Entomacrodus thalassinus (Jordan & Seale, 1906)
- Entomacrodus vermiculatus (Valenciennes, 1836)
- Entomacrodus vomerinus (Valenciennes, 1836)
- Entomacrodus williamsi Springer & Fricke, 2000